# 吉田桂子
吉田 桂子（よしだ けいこ、1983年7月5日 - ）は、日本のファッションモデル、女優。別名、keiko（ケイコ）。
神奈川県厚木市出身。和光大学現代人間学部卒業。アミューズを経てドンクエンタープライズ モデル事業部に所属し、札幌を拠点に活動する。

## 略歴・人物
スカウトをきっかけに、1997年に雑誌『nicola』でファッションモデルとしてデビュー、同誌をはじめ『non-no』『with』などファッション雑誌の専属モデルを務める。
2007年に出演したリクルートCM「リクナビ〜山田悠子の就職活動〜」で山田悠子役を演じて注目を集め、2009年にはテレビドラマ初出演となるNHK連続テレビ小説『つばさ』で多部未華子演じるヒロインの親友・宇津木万里役を演じる など、数々のテレビドラマ・映画・CM等に出演。
2015年に一般男性と結婚し北海道へ移住、2016年3月末をもってアミューズとの契約を終了した。
札幌のモデル事務所・ドンクエンタープライズ モデル事業部（現・ドンクモデル）に所属し、2017年より芸能活動を再開している。
特技は水泳、和菓子作り。
趣味は写真、土星グッズのコレクション。

## 出演

### テレビドラマ
- 連続テレビ小説 つばさ（2009年3月30日 - 9月26日、NHK） - 宇津木万里 役
- 君たちに明日はない（2010年1月16日 - 2月27日、NHK） - 川田美代子 役
- 特上カバチ!!（2010年1月17日 - 3月21日、TBS） - マユ 役
- ホタルノヒカリ2 第1話（2010年7月7日、日本テレビ）
- うぬぼれ刑事 第5話（2010年8月6日、TBS）
- 黄金の豚-会計検査庁 特別調査課-（2010年10月20日 - 12月15日、日本テレビ） - 中野玲子 役
- ショートピース 「ギター弾きの恋」（2011年3月20日、フジテレビ）
- シマシマ 第2話（2011年4月29日、TBS） - ヒトミ 役
- 専業主婦探偵〜私はシャドウ（2011年10月21日 - 12月16日、TBS） - 吉永久栄 役
- そこをなんとか 第3話（2012年11月4日、NHK BSプレミアム） - 木崎かれん 役
- 希望の花（2014年2月25日、NHK） - 周防かれん 役[注 1]
- リアル脱出ゲームTV 第5話（2014年5月22日、TBS）

### テレビ番組
- 特命!うどん県JAPAN ブラジルの奇跡!?（2014年6月8日、RSK）
- ペケ×ポン（2014年7月18日・8月1日、フジテレビ）

### CM
- 日本コカ・コーラ 爽健美茶（2002年）[注 2]
- ソニー・コンピュータエンタテインメント PlayStation 2（2003年）
- NTT docomo Anywhere in Life（2004年）
- NTTコミュニケーションズ OCN MUSIC STORE（2005年）
- ウィルコム（2005年 - 2006年）
- リクルート リクナビ 「山田悠子の就職活動」（2007年）
- NEXCO中日本 企業（2008年）
- SUNTORY 野菜カロリー計画（2008年）
- ロート製薬 ロートリセ洗眼薬（2009年10月 - 2011年3月）[注 3]
- キリンビール 香りまっこい梅酒ソーダ割り（2011年9月 - ）
- デジマース HAPPY!デコメ（2012年6月 - ）
- スバル エコカー減税（2012年6月 - ）
- TOSHIBA
  - 東芝生活家電（2012年9月 - ）
  - TORNEO V（2012年10月 - ）
- 東洋水産 マルちゃん 赤いきつねと緑のたぬき（2012年11月 - ）
- 宝酒造 果莉那-Carina-（2013年4月 - ）
- 東武鉄道 スカイツリーエクスプレス（2013年5月 - ）
- ガンホー・オンライン・エンターテイメント パズル&ドラゴンズ（2013年8月 - ）
- ほけんの窓口グループ ほけんの窓口（2014年2月 - ）
- 日本ケンタッキー・フライド・チキン えびぷりフライ（2015年1月 - ）
- 保険物語 「花嫁の手紙」篇（2017年3月 - ）[注 4]
- 北海道新聞社 道新こども新聞「週刊まなぶん」（2017年3月 - ）
- ポッカサッポロ ポッカレモン100「LIFE OF LEMON」篇 （2017年6月 - ）
- もりもと ハスカップジュエリー 「神秘の実 舞い」編（2017年8月 - ）
- トヨタ自動車北海道（2017年9月 - )[注 5]
- ソフトバンク Y!mobile 「いつでも、いつまでも話そう。〜母娘篇〜」（2018年9月 - ）

### 映画
- さくや妖怪伝（2000年8月12日、ワーナー・ブラザース映画） - はな姫 役
- 君に届け（2010年9月25日、東宝） - 片山はるか 役
- 犬とあなたの物語 いぬのえいが（2011年1月22日、アスミック・エース）

### ミュージックビデオ
- GOING UNDER GROUND 「トワイライト」（2003年）
- Ms.OOJA 「Be...（Stardust Version）」（2012年）[注 6]

### ラジオドラマ
- 青春アドベンチャー「1985年のクラッシュ・ギャルズ」（2013年1月7日 - 18日、NHK-FM）

### 雑誌
- nicola（元ニコモ）
- with
- non-no

### イベント
- 札幌コレクション 2017（2017年4月29日）